# Scilab Enterprises
Scilab Enterprises est la société française qui développe et édite le logiciel de calcul numérique open source Scilab. Elle propose également des services et support professionnels en lien avec ce produit.

## Historique
Fondée en juin 2010 sur la base de l’actionnariat de ses employés, Scilab Enterprises est la structure officielle issue du Consortium Scilab, créé en 2003 à l’initiative de l'Inria et maintenu de 2008 à juin 2012 par la fondation de coopération scientifique Digiteo.
Depuis juin 2012, Scilab Enterprises édite et développe le logiciel Scilab.
En février 2017, Scilab Enterprises est achetée par ESI Group.
En août 2022, Scilab Enterprises est acquise par Dassault Systèmes.